# 1920 Bitwa warszawska
1920 Bitwa warszawska (literalment, "La batalla de Varsòvia de 1920") és una pel·lícula bèl·lica polonesa del 2011 realitzada per Jerzy Hoffman. Es tracta de la primera pel·lícula polonesa en 3D i una de les pel·lícules més cares de la història del cinema polonès. La pel·lícula narra bàsicament els fets de la batalla de Varsòvia de 1920, quan els polonesos van fer fora l'Exèrcit Roig que marxava cap a la capital, Varsòvia. L'obra es va estrenar el 26 de setembre de 2011.

## Argument
Superproducció polonesa sobre una de les batalles més importants del primer quart de segle xx, en la qual l'exèrcit polonès es va enfrontar a les tropes russes al riu Vistula, el 1920, segant els plans de Lenin d'expandir la revolució comunista per tot Europa.

## Repartiment
- Daniel Olbrychski com a Józef Piłsudski
- Borys Szyc com a Jan Krynicki
- Natasza Urbańska com a Ola Raniewska
- Marian Dziędziel com a Tadeusz Rozwadowski
- Olga Kabo com a Sofiya Nikolayevna
- Bogusław Linda com a Bolesław Wieniawa-Długoszowski
- Jerzy Bończak com a capità Kostrzewa
- Ewa Wiśniewska com a Ada
- Aleksandr Domogarov com a Kryshkin
- Stanisława Celińska com a Zdzisia
- Adam Ferency com a txequista Bukowski
- Andrzej Strzelecki com a Wincenty Witos
- Wiktor Zborowski com a Charles de Gaulle
- Wojciech Pszoniak com a Maxime Weygand
- Viktor Balabanov com a Vladímir Lenin
- Igor Guzun com a Ióssif Stalin